# Divion
Divion ou, na sua forma portuguesa, Divião é uma comuna francesa na região administrativa de Altos da França, no departamento de Pas-de-Calais. Estende-se por uma área de 10,96 km². Em 2010 a comuna tinha 7 017 habitantes (densidade: 640,2 hab./km²).